# Terrell Wilks
Terrell Wilks (ur. 30 grudnia 1989) – amerykański lekkoatleta specjalizujący się w biegach sprinterskich.
W 2008 zdobył dwa medale – brąz w biegu na 100 metrów i złoto sztafecie 4 x 100 metrów – podczas rozgrywanych w Bydgoszczy mistrzostw świata juniorów. Mistrz USA w kategorii juniorów, wielokrotny medalista mistrzostw NCAA.
Rekord życiowy: bieg na 100 metrów – 10,15 (17 maja 2009, Gainesville) / 9,99w (1 czerwca 2013, Montverde).

## Osiągnięcia
| Rok  | Impreza                     | Miejsce   | Konkurencja        | Lokata     | Wynik |
| ---- | --------------------------- | --------- | ------------------ | ---------- | ----- |
| 2008 | Mistrzostwa świata juniorów | Bydgoszcz | bieg na 100 m      | 3. miejsce | 10,45 |
| 2008 | Mistrzostwa świata juniorów | Bydgoszcz | sztafeta 4 x 100 m | 1. miejsce | 38,98 |